# Wahlkreis Edinburgh North and Leith
| Edinburgh North and Leith |
| ------------------------- |
| Edinburgh North and Leith |
| Gebildet                  |
| 1997                      |
| Abgeordneter              |
| Deidre Brock (SNP)        |
| Regionen                  |
| Edinburgh                 |

Edinburgh North and Leith ist ein Wahlkreis für das Britische Unterhaus. Vor den Wahlen im Jahre 1997 war Edinburgh in sechs Wahlkreise untergliedert, von denen mit Edinburgh East and Musselburgh einer auch die Stadt Musselburgh im benachbarten East Lothian umfasste. Im Zuge der Wahlkreisreform 1997 wurde die Anzahl der Wahlkreise in Edinburgh auf fünf reduziert, die jedoch alleinig die Council Area selbst abdecken.
Edinburgh North and Leith umfasst die nördlichen Stadtteile Edinburghs inklusive der ehemaligen, heute eingegliederten Stadt Leith. Zu dem Gebiet gehören auch Teile der Princes Street mit Bute House, dem Sitz des schottischen Ersten Ministers. Das Gebäude des schottischen Parlaments liegt hingegen bereits im benachbarten Wahlkreis Edinburgh East. Es wird ein Abgeordneter entsandt.

## Wahlergebnisse

### Unterhauswahlen 1997
| Ergebnisse der Unterhauswahlen 1997 | Ergebnisse der Unterhauswahlen 1997 | Ergebnisse der Unterhauswahlen 1997 | Ergebnisse der Unterhauswahlen 1997 |
| Partei                              | Kandidat                            | Stimmen                             | %                                   |
| ----------------------------------- | ----------------------------------- | ----------------------------------- | ----------------------------------- |
| Labour                              | Malcolm Chisholm                    | 19.209                              | 46,9                                |
| SNP                                 | Anne Dana                           | 8231                                | 20,1                                |
| Conservative                        | Ewen Stewart                        | 7312                                | 17,9                                |
| Liberal Democrats                   | Hillary Campbell                    | 5335                                | 13,0                                |
| Referendum                          | Sandy Graham                        | 441                                 | 1,1                                 |
| Socialist                           | Gavin Browne                        | 320                                 | 0,8                                 |
| Natural Law                         | Paul Douglas-Reid                   | 97                                  | 0,2                                 |

### Unterhauswahlen 2001
| Ergebnisse der Unterhauswahlen 2001 | Ergebnisse der Unterhauswahlen 2001 | Ergebnisse der Unterhauswahlen 2001 | Ergebnisse der Unterhauswahlen 2001 | Ergebnisse der Unterhauswahlen 2001 |
| Partei                              | Kandidat                            | Stimmen                             | %                                   | ±                                   |
| ----------------------------------- | ----------------------------------- | ----------------------------------- | ----------------------------------- | ----------------------------------- |
| Labour                              | Mark Lazarowicz                     | 15.271                              | 45,9                                | −1,0                                |
| Liberal Democrats                   | Sebastian Tombs                     | 6454                                | 19,4                                | +6,4                                |
| SNP                                 | Kaukab Stewart                      | 5290                                | 15,9                                | −4,2                                |
| Conservative                        | Iain Mitchell                       | 4626                                | 13,9                                | −4,0                                |
| Socialist                           | Catriona Grant                      | 1334                                | 4,0                                 | +3,2                                |
| Socialist Labour                    | Don Jacobsen                        | 259                                 | 0,8                                 | +0,8                                |

### Unterhauswahlen 2005
| Ergebnisse der Unterhauswahlen 2005 | Ergebnisse der Unterhauswahlen 2005 | Ergebnisse der Unterhauswahlen 2005 | Ergebnisse der Unterhauswahlen 2005 | Ergebnisse der Unterhauswahlen 2005 |
| Partei                              | Kandidat                            | Stimmen                             | %                                   | ±                                   |
| ----------------------------------- | ----------------------------------- | ----------------------------------- | ----------------------------------- | ----------------------------------- |
| Labour                              | Mark Lazarowicz                     | 14.597                              | 34,2                                | −11,7                               |
| Liberal Democrats                   | Michael Crockart                    | 12.444                              | 29,2                                | +9,8                                |
| Conservative                        | Iain Whyte                          | 7969                                | 18,7                                | +4,8                                |
| SNP                                 | Davie Hutchison                     | 4344                                | 10,2                                | −5,7                                |
| Green                               | Mark Sydenham                       | 2482                                | 5,8                                 | +5,8                                |
| Socialist                           | Bill Scott                          | 804                                 | 1,9                                 | −2,1                                |

### Unterhauswahlen 2010
| Ergebnisse der Unterhauswahlen 2010 | Ergebnisse der Unterhauswahlen 2010 | Ergebnisse der Unterhauswahlen 2010 | Ergebnisse der Unterhauswahlen 2010 | Ergebnisse der Unterhauswahlen 2010 |
| Partei                              | Kandidat                            | Stimmen                             | %                                   | ±                                   |
| ----------------------------------- | ----------------------------------- | ----------------------------------- | ----------------------------------- | ----------------------------------- |
| Labour                              | Mark Lazarowicz                     | 17.740                              | 37,5                                | +3,3                                |
| Liberal Democrats                   | Kevin Lang                          | 16.016                              | 33,8                                | +4,6                                |
| Conservative                        | Iain McGill                         | 7079                                | 15,0                                | −3,7                                |
| SNP                                 | Calum Cashley                       | 4568                                | 9,7                                 | −0,5                                |
| Green                               | Kate Joester                        | 1062                                | 2,2                                 | −3,6                                |
| Liberal                             | John Hein                           | 389                                 | 0,8                                 | +0,8                                |
| TUSC                                | Willie Black                        | 233                                 | 0,5                                 | +0,5                                |
| Socialist Labour                    | Martin Gray                         | 141                                 | 0,3                                 | +0,3                                |
| Parteilos                           | C.J. MacIntyre                      | 128                                 | 0,3                                 | +0,3                                |

### Unterhauswahlen 2015
| Ergebnisse der Unterhauswahlen 2015 | Ergebnisse der Unterhauswahlen 2015 | Ergebnisse der Unterhauswahlen 2015 | Ergebnisse der Unterhauswahlen 2015 | Ergebnisse der Unterhauswahlen 2015 |
| Partei                              | Kandidat                            | Stimmen                             | %                                   | ±                                   |
| ----------------------------------- | ----------------------------------- | ----------------------------------- | ----------------------------------- | ----------------------------------- |
| SNP                                 | Deidre Brock                        | 23.742                              | 40,9                                | +31,4                               |
| Labour                              | Mark Lazarowicz                     | 18.145                              | 31,3                                | −6,2                                |
| Conservative                        | Iain McGill                         | 9378                                | 16,2                                | +1,2                                |
| Green                               | Sarah Beattie-Smith                 | 3140                                | 5,4                                 | +3,2                                |
| Liberal Democrats                   | Martin Veart                        | 2634                                | 4,5                                 | −29,3                               |
| UKIP                                | Alan Melville                       | 847                                 | 1,5                                 | +1,5                                |
| Left Unity                          | Bruce Whitehead                     | 122                                 | 0,2                                 | +0,2                                |

### Unterhauswahlen 2017
| Ergebnisse der Unterhauswahlen 2017 | Ergebnisse der Unterhauswahlen 2017 | Ergebnisse der Unterhauswahlen 2017 | Ergebnisse der Unterhauswahlen 2017 | Ergebnisse der Unterhauswahlen 2017 |
| Partei                              | Kandidat                            | Stimmen                             | %                                   | ±                                   |
| ----------------------------------- | ----------------------------------- | ----------------------------------- | ----------------------------------- | ----------------------------------- |
| SNP                                 | Deidre Brock                        | 19.243                              | 34,0                                | −6,9                                |
| Labour                              | Gordon Munro                        | 17.618                              | 31,2                                | −0,1                                |
| Conservative                        | Iain McGill                         | 15.385                              | 27,2                                | +11,0                               |
| Liberal Democrats                   | Martin Veart                        | 2579                                | 4,6                                 | +0,1                                |
| Green                               | Lorna Slater                        | 1727                                | 3,0                                 | −2,4                                |

### Unterhauswahlen 2019
| Ergebnisse der Unterhauswahlen 2019 | Ergebnisse der Unterhauswahlen 2019 | Ergebnisse der Unterhauswahlen 2019 | Ergebnisse der Unterhauswahlen 2019 | Ergebnisse der Unterhauswahlen 2019 |
| Partei                              | Kandidat                            | Stimmen                             | %                                   | ±                                   |
| ----------------------------------- | ----------------------------------- | ----------------------------------- | ----------------------------------- | ----------------------------------- |
| SNP                                 | Deidre Brock                        | 25.925                              | 43,7                                | +9,7                                |
| Labour                              | Gordon Munro                        | 13.117                              | 22,1                                | −9,1                                |
| Conservative                        | Iain McGill                         | 11.000                              | 18,5                                | −8,7                                |
| Liberal Democrats                   | Bruce Wilson                        | 6635                                | 11,2                                | +6,6                                |
| Green                               | Steve Burgess                       | 1971                                | 3,3                                 | +0,3                                |
| Brexit Party                        | Robert Speirs                       | 558                                 | 0,9                                 | +0,9                                |
| Renew Party                         | Heather Astbury                     | 138                                 | 0,2                                 | +0,2                                |